# 百亩乡
百亩乡，是中华人民共和国湖南省娄底市娄星区下辖的一个乡镇级行政单位。

## 行政区划
百亩乡下辖以下地区：
赛辉村、荷叶村、七步村、共荣村、新家村、大井村、大石村、双林村、百亩村、枫树村、腊树村、雅塘村、石坡村、楂林村、楂泉村、梧桐村、朝阳村和万新村。